# Federica Bonsignori
Federica Bonsignori (20 november 1967) is een tennisspeelster uit Italië.
In 1984 speelde Bonsignori op Roland Garros haar eerste grandslamwedstrijd.
In 1990 won zij het WTA-toernooi van Estoril in Portugal, haar eerste en enige WTA-toernooiwinst.
In 1991 kwam zij eenmaal voor Italië uit op de Fed Cup.
Na 1996 heeft Bonsignori weinig meer gespeeld. Haar laatste professionele wedstrijd was in Ciampino (Italië) in september 2004.

## Posities op deWTA-ranglijst
Positie per einde seizoen:
| jaar | rang enkelspel | rang dubbelspel |
| ---- | -------------- | --------------- |
| 1983 | 212            | –               |
| 1984 | 144            | –               |
| 1985 | 190            | –               |
| 1986 | 122            | 218             |
| 1987 | 90             | 188             |
| 1988 | 100            | 269             |
| 1989 | 143            | 391             |
| 1990 | 77             | 245             |
| 1991 | 50             | –               |
| 1992 | 64             | 287             |
| 1993 | 106            | –               |
| 1994 | 215            | –               |
| 1995 | 233            | 418             |
| 1996 | 789            | –               |
|      |                |                 |
| 1998 | 760            | 692             |

## Palmares
| Legenda                |
| ---------------------- |
| Grandslamtoernooi      |
| Olympische Spelen      |
| Year-End Championships |
| Tier I                 |
| Tier II                |
| Tier III               |
| Tier IV & V            |

### WTA-finaleplaatsen enkelspel
| nr.              | finale     | toernooi       | ondergrond | tegenstandster    | score         |
| ---------------- | ---------- | -------------- | ---------- | ----------------- | ------------- |
| gewonnen finales |            |                |            |                   |               |
| 1.               | 1990-07-22 | WTA Estoril    | gravel     | Laura Garrone     | 2-6, 6-3, 6-3 |
| verloren finales |            |                |            |                   |               |
| 1.               | 1992-07-26 | WTA San Marino | gravel     | Magdalena Maleeva | 6-7, 4-6      |

## Resultaten grandslamtoernooien
| Legenda | Legenda                          |
| ------- | -------------------------------- |
| g.t.    | geen toernooi gehouden           |
| l.c.    | lagere categorie                 |
| –       | niet deelgenomen                 |
| G       | uitgeschakeld in de groepsfase   |
| 1R      | uitgeschakeld in de eerste ronde |
| 2R      | uitgeschakeld in de tweede ronde |
| 3R      | uitgeschakeld in de derde ronde  |
| 4R      | uitgeschakeld in de vierde ronde |
| KF      | uitgeschakeld in de kwartfinale  |
| HF      | uitgeschakeld in de halve finale |
| F       | de finale verloren               |
| W       | het toernooi gewonnen            |
| w-v     | winst/verlies-balans             |

### Enkelspel
| toernooi        | 1984 | 1985 | 1986 | 1987 | 1988 | 1989 | 1990 | 1991 | 1992 | 1993 | 1994 |
| --------------- | ---- | ---- | ---- | ---- | ---- | ---- | ---- | ---- | ---- | ---- | ---- |
| Australian Open | –    | –    | g.t. | –    | –    | 2R   | 1R   | –    | –    | 1R   | 1R   |
| Roland Garros   | 1R   | 1R   | 2R   | 1R   | 2R   | –    | –    | 2R   | 2R   | 1R   | –    |
| Wimbledon       | –    | –    | –    | –    | 1R   | –    | –    | 1R   | 1R   | –    | –    |
| US Open         | –    | –    | –    | 2R   | 1R   | –    | 1R   | –    | 1R   | –    | –    |

### Vrouwendubbelspel
| toernooi        | 1987 |
| --------------- | ---- |
| Australian Open | –    |
| Roland Garros   | 1R   |
| Wimbledon       | –    |
| US Open         | –    |